# Samaria (starożytne miasto)

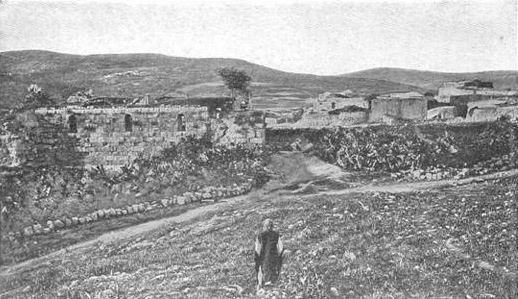
Samarytanin, w tle ruiny Samarii
zdjęcie z [http://www.jewishencyclopedia.com/view.jsp?artid=110&letter=S Encyklopedii Żydowskiej

Samaria (hebr. שומרון, akad. Samerina, Samirina) − ruiny starożytnego miasta położonego w Samarii, w środkowej części Izraela. Miejsce wykopalisk archeologicznych znajduje się pod administracją Autonomii Palestyńskiej.
Nazwa pochodzi od hebrajskiego słowa „Szomron”, oznaczającego należące do rodu Szemera lub strażnica. Od miasta nazwę wzięło północne państwo Izraela oraz kraina geograficzna Samaria.

## Historia

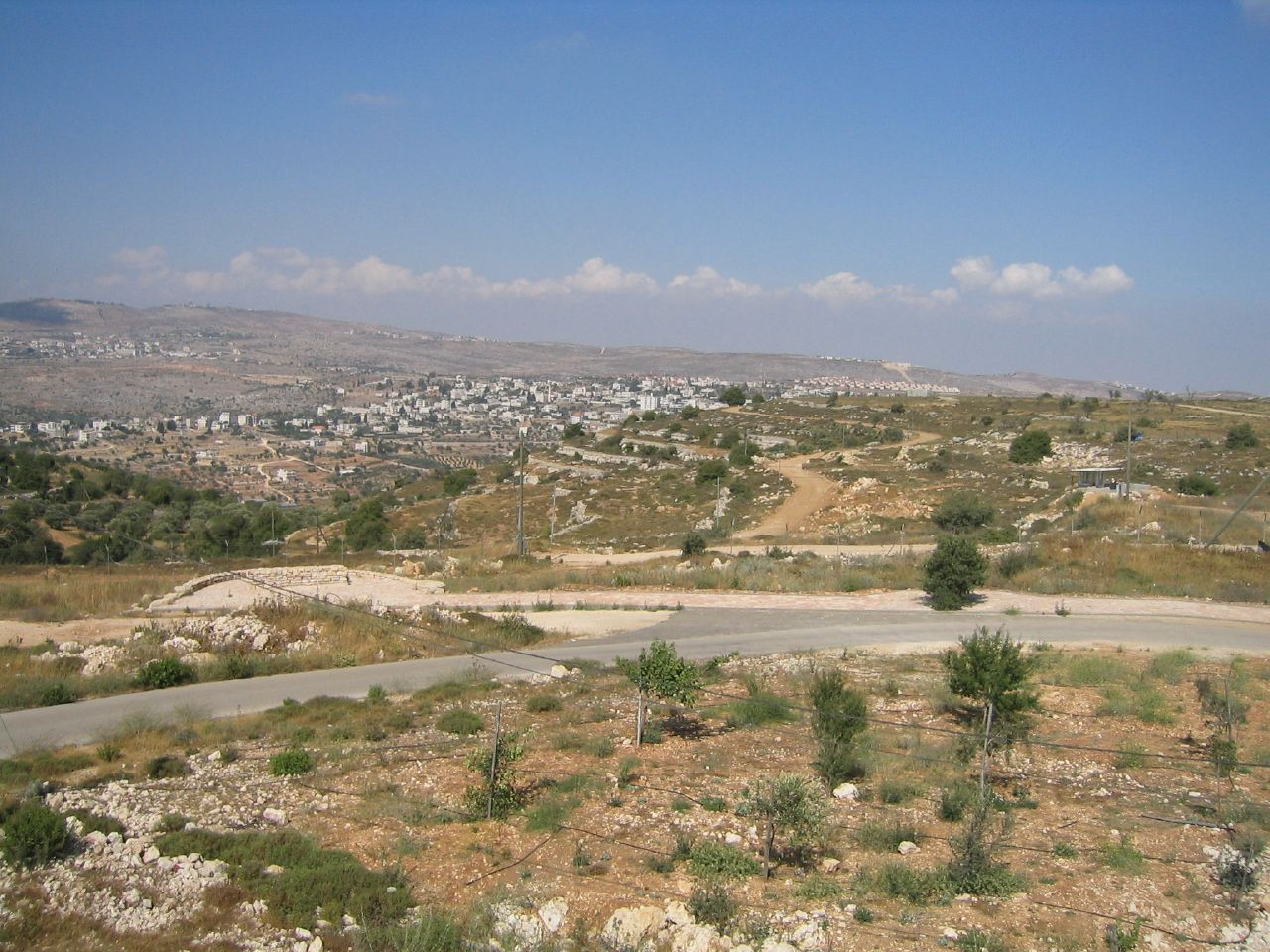
Samaria

Miasto Samaria (Szamir) zostało założone przez izraelskiego króla Omriego (IX wiek p.n.e.) w miejscu kupionym od niejakiego Szemera na górze Samaria na terytorium plemienia Manassesa. Przez około 200 lat było stolicą północnego, dziesięcioplemiennego królestwa Izraela. Rozbudowane przez króla Achaba jako siedziba kultu Baala, pełniło rolę rywalki Jerozolimy, stolicy królestwa Judy, gdzie znajdował się ośrodek oddawania czci Jahwe. Samaria często była potępiana przez proroków Starego Testamentu jako miejsce zepsucia, bałwochwalstwa i fałszywego kultu.
Miasto zostało zdobyte przez Asyryjczyków w 740 i 722 roku p.n.e., a jego ludność wysiedlono do Mezopotamii i Medii. W czasach rzymskich Herod Wielki na  ruinach zbudował miasto Sebaste. Dziś pozostałości antycznej Samarii, znane jako Szomeron, lokuje się w okolicach arabskiej wsi Sabastija (55 km na północ od Jerozolimy i 11 km na północny wschód od Szechem – 32°16'34N 35°11'22E). Archeolodzy znaleźli w tym miejscu ponad 500 fragmentów przedmiotów z kości słoniowej, co potwierdza biblijną wzmiankę o „domach z kości słoniowej” i innych przejawach zamiłowania do luksusu w czasach Achaba. W latach 1908–1910 odkryto 102 inskrypcje z VIII wieku p.n.e. zapisane pismem paleohebrajskim zwane „ostrakami z Samarii”, z których 63 można było w pełni odczytać.
Od głównego miasta i stolicy całe dziesięcioplemienne północne królestwo Izraela i jego obszar nazywano niekiedy Samarią; np. Achab jest w Starym Testamencie nazywany „królem Samarii” (1 Krl 21,1).
W VIII wieku p.n.e. królestwo to stało się celem podbojów Asyryjczyków, których władca Tiglat-Pileser III uzależnił Samarię czyniąc ją jednym z terytoriów lennych swojego mocarstwa. Ostatecznie miasto Samaria zostało zdobyte w 722 p.n.e. przez Salmanasara V.
Asyryjczycy deportowali dziesięć plemion północnego Izraela, rozpraszając je po całym terytorium swego mocarstwa. Obszar dawnego królestwa Samarii zasiedlili przedstawicielami innych podbitych ludów. Nowi mieszkańcy stworzyli nową, synkretyczną religię i z czasem zespolili się w naród zwany Samarytanami.
W I wieku n.e. terytorium to w rzymskiej Palestynie (w prowincji Syria) zamieszkałe było przez Samarytan, rozdzielając dwie zamieszkałe przez Żydów prowincje rzymskie: Judeę i Galileę. Ze względu na antagonizmy pomiędzy Żydami i Samarytanami było ono omijane przez Żydów.

## Prowincja asyryjska Samerina
Po podboju krolestwa Izraela przez asyryjskiego króla Salmanasara V (726-722 p.n.e.) z południowej części tego królestwa utworzona została nowa asyryjska prowincja, której stolicą stała się Samaria, nazywana przez Asyryjczyków Sameriną. Stolica dała swą nazwę prowincji, która stała się znana jako prowincja Samerina. Prowincja ta wzmiankowana jest w jednym z tekstów administracyjnych z czasów panowania króla Sargona II (722-705 p.n.e.). Z kolei w asyryjskiej kronice eponimów wymieniany jest gubernator Sameriny o imieniu Nabu-kenu-usur, który za rządów Sennacheryba (704-681 p.n.e.) pełnić miał w 690 r. p.n.e. urząd limmu. Znany jest też inny gubernator Sameriny o imieniu Nabu-szar-ahheszu, który pełnić miał urząd limmu po 648 r. p.n.e. (dokładna data nieznana) za rządów Aszurbanipala (669-627? p.n.e.).

## Archeologia
Badania archeologiczne w Samarii zapoczątkowali w latach 1908–1910  George A. Reisner i C.S. Fisher. W okresie międzywojennym pracami wykopaliskowymi kierował m.in. J.W. Crowfoot.
Archeolodzy wyróżnili siedem warstw archeologicznych z epoki żelaza, z których najstarsza pochodziła z IX w. p.n.e. Organizm miejski składał się z miasta górnego i dolnego. Górne – zajmowane przez rezydencję królewską, otoczone było dwiema liniami murów. Pierwszy mur, przypisywany Omriemu, otaczał obszar o powierzchni 4 akrów. Miał grubość 1,6 m i był wykonany z dokładnie przylegających do siebie bloków kamiennych. Później dobudowano nowy, mocniejszy mur kazamatowy, otaczający większy obszar.
Wewnątrz murów odnaleziono cztery znaczące budowle:
- pałac królewski, zbudowany według wzorów kananejskich z późnej epoki brązu i składający się z dziedzińca wewnętrznego otoczonego pomieszczeniami;
- „dom z kości słoniowej” – budowlę zawierającą prawie 200 przedmiotów ozdobnych z kości słoniowej z  motywami egipskimi i fenickimi. Nazwę nadaną obiektowi poddały słowa z Księgi Amosa: „Zniszczeją domy z kości słoniowej” (Am 3,15 BT);
- magazyny, w których znaleziono liczne ostrakony;
- cysternę.

Badania archeologiczne dostarczyły również wiedzy o Samarii z czasów późniejszych – perskich, hellenistycznych i rzymskich.